# Cefalosporina

Núcleo de las cefalosporinas.

Estructura de las cefalosporinas clásicas (nombres en inglés).

Las cefalosporinas son antibióticos del grupo de los beta-lactámicos derivados semisintéticos de la cefalosporina C. Son semejantes a las penicilinas, pero difieren de ella en que el ácido 6-aminopenicilánico ha sido sustituido por un ácido-7-cefalosporánico. Son más estables ante muchas β-lactamasas bacterianas y, por lo tanto, tienen un espectro de actividad más amplio.

## Historia
La primera cefalosporina fue aislada de cepas del hongo Cephalosporium acremonium de una alcantarilla en Cerdeña en 1948 por el científico italiano Giuseppe Brotzu. Él notó que estas cepas producían una sustancia eficaz contra la salmonela, Salmonella typhi. Del líquido de cultivo del hongo, se obtuvieron tres antibióticos diferentes, denominados P (contra gram positivos), N (contra gram negativos y positivos) y C (parecido al N pero de menor potencia). La cefalosporina C fue aislada en la Escuela de Patología "Sir William Dunn" de la Universidad de Oxford y una molécula más eficaz derivada fue comercializada por la compañía Eli Lilly en la década de los sesenta.

## Química
La estructura química de las cefalosporinas deriva del ácido-7-cefalosporánico que, de la misma forma que la penicilina, tiene un anillo beta-lactámico, y, además, un anillo dihidrotiazínico. La actividad antimicrobiana intrínseca de las cefalosporinas naturales es baja, pero la adición de diversos sustituyentes ha originado cientos de compuestos potentes y de baja toxicidad.

## Mecanismo de acción
Las cefalosporinas actúan de la misma manera que las penicilinas: interfiriendo en la síntesis de peptidoglicano de la pared celular bacteriana, e inhibiendo la transpeptidación final, necesaria para la reticulación. Esto genera un efecto bacteriolítico.

## Clasificación
Las cefalosporinas son agrupadas en grupos llamados "generaciones" por sus características antimicrobianas. Las primeras cefalosporinas fueron agrupadas en la "primera generación" mientras que más adelante, cefalosporinas de espectro amplio fueron clasificadas como cefalosporinas de segunda generación. Cada nueva generación de cefalosporinas tiene más potencia frente a bacterias gram-negativas, características antimicrobianas perceptiblemente mayores que la generación precedente; actualmente se diferencian cinco generaciones de cefalosporinas. Cabe destacar que las cefalosporinas de primera generación tienen mayor espectro de acción ante estafilococo y estreptococo que las generaciones más recientes.
Hay un cierto desacuerdo sobre la definición de generaciones. La cuarta generación de cefalosporinas todavía no es reconocida en Japón, siendo incluidas en la tercera generación. Cefaclor se clasifica como cefalosporina de la primera generación; y el cefbuperazone, el cefminox y cefotetan se clasifican como cefalosporinas de la segunda generación en Japón. Cefbuperazone, el cefminox, y cefotetan se clasifican como cefalosporinas de la segunda generación. Cefmetazole y el cefoxitin se clasifican como cefalosporinas de la tercera generación.[cita requerida]
Flomoxef, latamoxef está en una nueva clase de oxacefamos.

### Cefalosporinas de primera generación
Las cefalosporinas de primera generación tienen actividad predominante contra cocos grampositivos —Streptococcus y Staphylococcus—. Las cefalosporinas usuales no son activas contra cepas de Staphylococcus aureus resistentes a meticilina (SARM). Entre las cefalosporinas de primera generación encontramos:
| Fármaco                | Vía        | Dosis (mg/kg/día) | Dosis                | Estructura |
| ---------------------- | ---------- | ----------------- | -------------------- | ---------- |
| Cefalexina             | Oral       | 15 a 30           | 0.25 a 0.5 g cada 6h |            |
| Cefradina              | Oral       | 15 a 30           | 0.25 a 0.5 g cada 6h |            |
| Cefadroxilo            | Oral       | 15 a 50           | 0.5 a 1 g cada 12h   |            |
| Cefazolina             | Parenteral | 15 a 30           | 0.5 a 2 g cada 8h    |            |
| Cefalotina             | Parenteral | 15 a 30           | 1-2g cada 4-6h       |            |
| La dosis es de adulto. |            |                   |                      |            |

#### Farmacocinética
La cefalexina, cefradina y cefadroxilo, por vía oral, se absorben en un grado variable. Las concentraciones séricas son de 15 a 20 mcg después de dosis orales de 500 mg. La concentración urinaria suele ser muy alta, pero en casi todos los tejidos las concentraciones son variables y, en general, menores que las séricas.
La cefalotina es la única cefalosporina parenteral que aún tiene uso general. Después de la administración de 1g, la concentración máxima de cefazolina es de 90 a 120 mcg/ml. Debe ajustarse la dosis en insuficiencia renal ya que la excreción es por este órgano.

#### Usos clínicos
Aunque las cefalosporinas de primera generación son de amplio espectro y relativamente atóxicas, rara vez constituyen el fármaco de primera elección. Las indicaciones para los fármacos orales es el tratamiento de infecciones urinarias y abscesos en tejidos blandos causadas por estafilococos y estreptococos; pero no es confiable ante infecciones sistémicas graves. La cefalotina penetra bien en casi todos los tejidos y se usa como profilaxis quirúrgica. La cefazolina no penetra al sistema nervioso central y no puede usarse en meningitis.

### Cefalosporinas de segunda generación
Desde esta generación se amplia el espectro incluyendo anaerobios y microorganismos gram negativos. Las bacterias del género Klebsiella suelen ser sensibles.  Están indicadas en el tratamiento de la sinusitis, otitis, infecciones respiratorias bajas, peritonitis y diverticulitis. Debe evitarse su uso en infecciones por Enterobacter. Debe evitarse la administración intramuscular debido al dolor insoportable. Todas se eliminan renalmente.
| Fármaco | Estructura | Vía     | Dosis mg/kg/día  | Haemophilus influenzae | Serratia/Bacteroides fragilis | Enterococcus | Pseudomonas aeruginosa |
| --- | ---------- | ------- | ---------------- | ---------------------- | ----------------------------- | ------------ | ---------------------- |
| Cefalosporinas |            |         |                  |                        |                               |              |                        |
| Cefaclor |            | Oral    | 10 a 15          | eficaz                 | no eficaz                     | no eficaz    | no eficaz              |
| Cefamandol |            |         |                  | eficaz                 | no eficaz                     | no eficaz    | no eficaz              |
| Cefuroxima |            | Oral IV | 10 a 15 50 a 100 | eficaz                 | no eficaz                     | no eficaz    | no eficaz              |
| Cefprozil |            | Oral    | 10 a 15          | ?                      | ?                             | no eficaz    | no eficaz              |
| Loracarbef |            | Oral    | 10 a 15          | ?                      | ?                             | no eficaz    | no eficaz              |
| Ceforanida |            |         |                  | eficaz                 | no eficaz                     | no eficaz    | no eficaz              |
| Cefamicinas |            |         |                  |                        |                               |              |                        |
| Cefoxitina |            | IV      | 75 a 150         | no eficaz              | eficaz                        | no eficaz    | no eficaz              |
| Cefmetazol |            |         |                  | no eficaz              | eficaz                        | no eficaz    | no eficaz              |
| Cefotetán |            | IV      |                  | no eficaz              | eficaz                        | no eficaz    | no eficaz              |
| Dosis de adulto, dividida en dos a cuatro tomas. La cefuroxima axetilo es la única activa contra Streptococcus pneumoniae resistente a penicilina. IV:Intravenosa |            |         |                  |                        |                               |              |                        |

### Cefalosporinas de tercera generación
Suelen resultar más eficaces frente a los bacilos gramnegativos y frente a los cocos grampositivos (excepto S. aureus), que los fármacos de primera y segunda generaciones. Las cefalosporinas de tercera generación son el tratamiento de elección en la meningitis por bacilos gramnegativos y se utilizan también para combatir otras infecciones por bacilos gramnegativos. Todo este grupo de tercera generación son extremadamente activas contra la mayoría de las bacterias gram-negativas (excepto Enterobacter y Citrobacter) incluyendo las mencionadas anteriormente, y  contra bacterias productoras de Beta-lactamasas. La ceftazidime y el cefoperazone son activas contra Pseudomonas aeruginosa, pero son menos activas que otros agentes de tercera generación contra cocos gram-positivos. Estos antibióticos no están indicados en la profilaxis quirúrgica de rutina. Al igual que en los grupos anteriores hay parenterales y orales. 
- Cefdinir
- Cefpodoxima
- Cefditoren pivoxilo
- Cefixima
- Ceftibuteno
- Ceftriaxona (Acantex®).
- Ceftazidima
- Cefotaxima

#### Cefalosporinas antipseudomonales de tercera generación
- Ceftazidima (Cefortime, Ceptaz, Fortaz, Fortum, Glazidim, Kefadim, Modacin, Tazicef, Tazidime, Tanicef)
- Cefpiramida (Suncefal)
- Cefsulodin (Pseudocef, Pseudomonil, Tilmapor)

### Cefalosporinas de cuarta generación
Tienen un mayor espectro contra organismos gram-positivos que las cefalosporinas de la tercera generación. También tienen una mayor resistencia a beta-lactamasas que las cefalosporinas de la tercera generación.
- Cefetecol (Cefcatacol)
- Cefquinome (Cephaguard) (*uso veterinario)
- Flomoxef (Flumarin)

#### Cefalosporinas antipseudomonales de cuarta generación
- Cefoselis sulfato de (Wincef)
- Cefozopran (Firstcin)
- Cefpirome (Broact, Cefrom, Keiten)
- Cefluprenam
- Cefepime

### Cefalosporinas de quinta generación
Ceftobiprol: mayor actividad contra Staphylococcus aureus resistente a meticilina, Streptococcus pneumoniae resistente a penicilinas, Pseudomonas aeruginosa y enterococos. 
Ceftarolina: activa tanto frente a Staphylococcus aureus como estafilococos coagulasa negativos sensibles y resistentes a meticilina (MRSA) así como frente a las recientes cepas resistentes a vancomicina (VRSA) y a daptomicina. También incluye en su espectro a Streptococcus pneumoniae (incluyendo las cepas resistentes a penicilina), Haemophilus influenzae (incluyendo las cepas productoras de betalactamasas), Moraxella catarrhalis, Enterococcus faecalis, incluyendo cepas vancomicina-resistentes e inactivo frente Enterococcus faecium.
Ceftolozano: combinado con tazobactam (inhibidor de las beta-lactamasas).

### Cefalosporinas sin asignación a generación concreta
Generación desconocida:  
- Cefaclomezine
- Cefaloram
- Cefaparole
- Cefcanel y cefcanel daloxate
- Cefdaloxime
- Cefedrolor
- Cefempidone
- Cefetrizole
- Cefivitril
- Cefiderocol sexta generación, Gram negativas multi resistentes
- Cefmatilen
- Cefmepidium cuarta generación
- Cefovecin tercera generación
- Cefoxazole/cephoxazole
- Cefrotil
- Cefsumide
- Ceftioxide
- Cefuracetime

### Precaución - confusión conocida posible
Los nombres de muchas cefalosporinas son muy similares y son confundidos fácilmente. 
- cefcamate (Flomox) <-> flomoxef

## Resistencia antibiótica
Se han descrito cepas de Escherichia coli y Klebsiella sp que expresan β-lactamasas de amplio espectro que pueden hidrolizar casi todas las cefalosporinas. Las cefalosporinas no son activas contra enterococcus ni Listeria monocytogenes.